# Édouard Moyse
Édouard Moyse, né Édouard Abraham le 27 novembre 1827 à Nancy et mort le 1er juin 1908 à Paris, est un peintre, graveur et illustrateur français.

## Biographie
Édouard Moyse, né Édouard Abraham, est le fils de Moyse Abraham, marchand demeurant rue des Carmes à Nancy et de Rose Bernard. À la suite d'une inversion entre le prénom et le nom de son père, il adopte le nom patronymique de Moyse. Il arrive très jeune à Paris pour étudier dans l'atelier de Martin Drolling (1786-1851) à l'École des beaux-arts de Paris. Il commence à exposer en 1845 et obtient une première médaille d’argent au Salon de Paris en 1882.
Il est le premier artiste en France à représenter des scènes de la vie juive, comme l'office à la synagogue, la circoncision, ou la bénédiction. C'est, en 1861, la présentation au Salon de la grande peinture Une synagogue pendant la lecture de la Loi. Moyse forme, avec Édouard Brandon, né la même année que lui, et Alphonse Lévy, né en 1843, « la triade majeure, en France, des peintres juifs du judaïsme au XIXe siècle », adeptes d'une peinture de genre « israélite » dont il est le maître incontesté, genre également pratiqué en Allemagne par Moritz-Daniel Oppenheim ou en Pologne par Maurycy Gottlieb. Il s'en est fait une spécialité, étant surnommé en 1870 par Cerf Berr de Médelsheim, non sans ironie, « le peintre des rabbins ». Il s'est aussi intéressé à l'histoire juive : le Grand Sanhédrin, qui commémore la réunion de l'assemblée des notables juifs ordonnée par Napoléon Ier en 1807, et la fondation du Consistoire des israélites de France est un de ses tableaux les plus importants. Présenté au Salon de 1868, il met en scène l'assemblée du Grand Sanhédrin réunie par Napoléon en février-mars 1807 et présidée par le grand rabbin de France David Sintzheim. Il a aussi représenté des épisodes douloureux de l'histoire juive, avec quelques peintures évoquant les persécutions antisémites de l'Inquisition.
Marqué par un voyage en Algérie effectué durant sa jeunesse, il donne à ses scènes juives une tonalité intemporelle, avec des personnages aux costumes inspirés par l'Orient ou le Moyen Âge.
Édouard Moyse a aussi peint de nombreuses scènes monastiques, ou des scènes de cours de justice, avec des avocats. Des peintures où il exprime une même emphase que dans ses scènes juives.
Il meurt à Paris dans le 16e arrondissement le 1er juin 1908.

## Œuvres
| Titre                                                                   | Date | Localisation et note                                                 | Dimensions       | Image |
| ----------------------------------------------------------------------- | ---- | -------------------------------------------------------------------- | ---------------- | ----- |
| Portrait du père de l'artiste                                           | 1853 | Paris, musée d'art et d'histoire du judaïsme                         |                  |       |
| Autoportrait                                                            | 1853 | Paris, musée d'art et d'histoire du judaïsme                         | 73 x 59 cm       |       |
| Chartreux jouant du violoncelle                                         | 1853 | Salon de 1853 (n°858)                                                |                  |       |
| Michel-Ange sur le point de disséquer un cadavre                        | 1857 | Salon de 1857 (n°1978)                                               |                  |       |
| Les chants religieux                                                    |      | Salon de 1859 (n°2223)                                               |                  |       |
| Une synagogue pendant la lecture de la Loi                              | 1861 | Salon de 1861 (n°2330)                                               |                  |       |
| Le joueur de billes                                                     | 1861 | Nantes, Musée des Beaux-Arts                                         |                  |       |
| Réunion de dignitaires                                                  | 1862 | inconnue                                                             |                  |       |
| Une discussion théologique                                              | 1863 | Salon de 1863 (n°1367)                                               |                  |       |
| École juive à Milianah, province d'Alger                                | 1863 | Salon de 1863 (n°1368) Montpellier, Musée Fabre, dépôt au mahJ       |                  |       |
| La sieste                                                               | 1863 | Salon de 1863 (n°1369)                                               |                  |       |
| Le grand Sanhedrin (esquisse)                                           | 1867 | Paris, musée d'art et d'histoire du judaïsme                         | 53 x 96 cm       |       |
| Le grand Sanhédrin                                                      | 1867 | Musée des Beaux-Arts de Nancy                                        |                  |       |
| Contrat d'Abraham ou Une Circoncision                                   | 1869 | Salon de 1869 (n°1774) Collection Reuven et Naomi Dessler, Cleveland | 58 x 86 cm       |       |
| Un souvenir agréable de la commune                                      | 1871 | Bibliothèque nationale de France                                     |                  |       |
| Hérétiques devant le Tribunal de l'Inquisition établi à Séville en 1481 | 1872 | Salon de 1872 Musée de Louviers                                      | 189,5 x 134,4 cm |       |
| Concert religieux                                                       | 1873 | Salon de 1873                                                        |                  |       |
| Un point de controverse                                                 | 1874 | Salon de 1874 Anciennement au Musée d'Art et d'Histoire de Toul      |                  |       |
| La leçon de Talmud                                                      | 1881 | Musée des Beaux-Arts de Nancy                                        |                  |       |
| Rabbins                                                                 | 1882 | Salon de 1882 (Médaille de deuxième classe)                          |                  |       |
| Discussion théologique                                                  | 1883 | Genève, musée des beaux-arts                                         |                  |       |
| Une Pâque juive au Moyen Âge (esquisse)                                 | 1886 | Paris, musée d'art et d'histoire du judaïsme                         | 21,3 x 46,5 cm   |       |
| Un moine                                                                | 1887 | Musée d'Art et d'Histoire de Toul                                    |                  |       |
| L'arrivée au synode                                                     | 1888 | Salon de 1888 (n°1890) Brooklyn, collection Joel Wertzberger         |                  |       |
| La conférence des avocats                                               | 1893 | collection particulière                                              |                  |       |
| Une famille juive insultée par les truands                              | 1895 | Paris, musée d'art et d'histoire du judaïsme                         | 98 x 146,5 cm    |       |
| Le grand rabbin présente aux fidèles le Livre de la Loi                 | 1896 | Paris, musée d'art et d'histoire du judaïsme                         | 167 x 109 cm     |       |
| Sermon dans un observatoire israélite                                   | 1897 | Paris, musée d'art et d'histoire du judaïsme                         | 110 x 168,5 cm   |       |
| Cérémonie nuptiale juive                                                | 1901 | Salon de 1901                                                        |                  |       |
| La sortie de l'Arche des Tables de la Loi                               | 1902 | Salon de 1902                                                        |                  |       |
| L'inquisition (esquisse)                                                | 1903 | musée juif de New York                                               |                  |       |
| Réunion d'avocats                                                       | 1904 | Musée des Beaux-Arts de Nancy                                        |                  |       |
| Juif de Jérusalem                                                       | 1907 | Vente publique, Paris, 2010                                          |                  |       |
| La bénédiction de l'aïeul                                               | ?    | inconnue                                                             |                  |       |